# 通信的数学理论
《通信的一种数学理论》（A Mathematical Theory of Commuication）是数学家克劳德·香农于1948年在《贝尔系统技术期刊》上发表的一篇文章。 在意识到这项工作的普遍性之后，它在1949年的同名书籍中被重新命名为《通信的数学理论》（The Mathematical Theory of Commuication），这个标题变化虽小，但意义重大。这篇论文因为催生了信息论领域，被引用数万次，是有史以来最具影响力和被引用次数最多的科学论文之一。  《科学美国人》称该论文为“信息时代的大宪章”， 而电气工程师罗伯特·加拉格称其为“数字时代的蓝图”。历史学家詹姆斯·格雷克将这篇论文评为1948年最重要的发展，晶体管位居同一时期的第二位。格雷克强调，香农的论文“甚至比晶体管更深刻、更基础”。 
文中还指出，“如同相对论和量子论一样，信息论从根本上改变了科学家看待宇宙的方式”。 论文还正式引入了“比特”一词，作为其理论基础。 

## 发布
这篇文章是信息论领域的奠基之作。它后来于1949年出版，书名为《通信的数学理论》（ISBN 0-252-72546-8），该书于1963年以平装本形式出版（ISBN 0-252-72548-4）。本书还收录了沃伦·韦弗（Warren Weaver）的一篇附加文章，为更广泛的读者提供了该理论的概述。 

## 内容

香农的通用通信系统图，显示了发送的消息变成接收的消息的过程（可能受到噪声干扰）

这项工作因引入信道容量的概念以及噪声信道编码定理而闻名。
香农的文章列出了通信的基本要素：
- 产生消息的信息源
- 发射器对消息进行操作，以创建可通过信道发送的信号
- 信道是发送承载构成消息的信息的信号的媒介
- 接收器，将信号转换回要传递的信息
- 目的地，可以是人或机器，是消息的目的地

它还发展了信息熵、冗余度和信源编码定理的概念，并引入了“比特” （香农将其归功于约翰·图基）作为信息单位。香农-法诺编码技术也是在这篇论文中提出的——该技术由香农与罗伯特·法诺共同开发。